# Kėdainiai

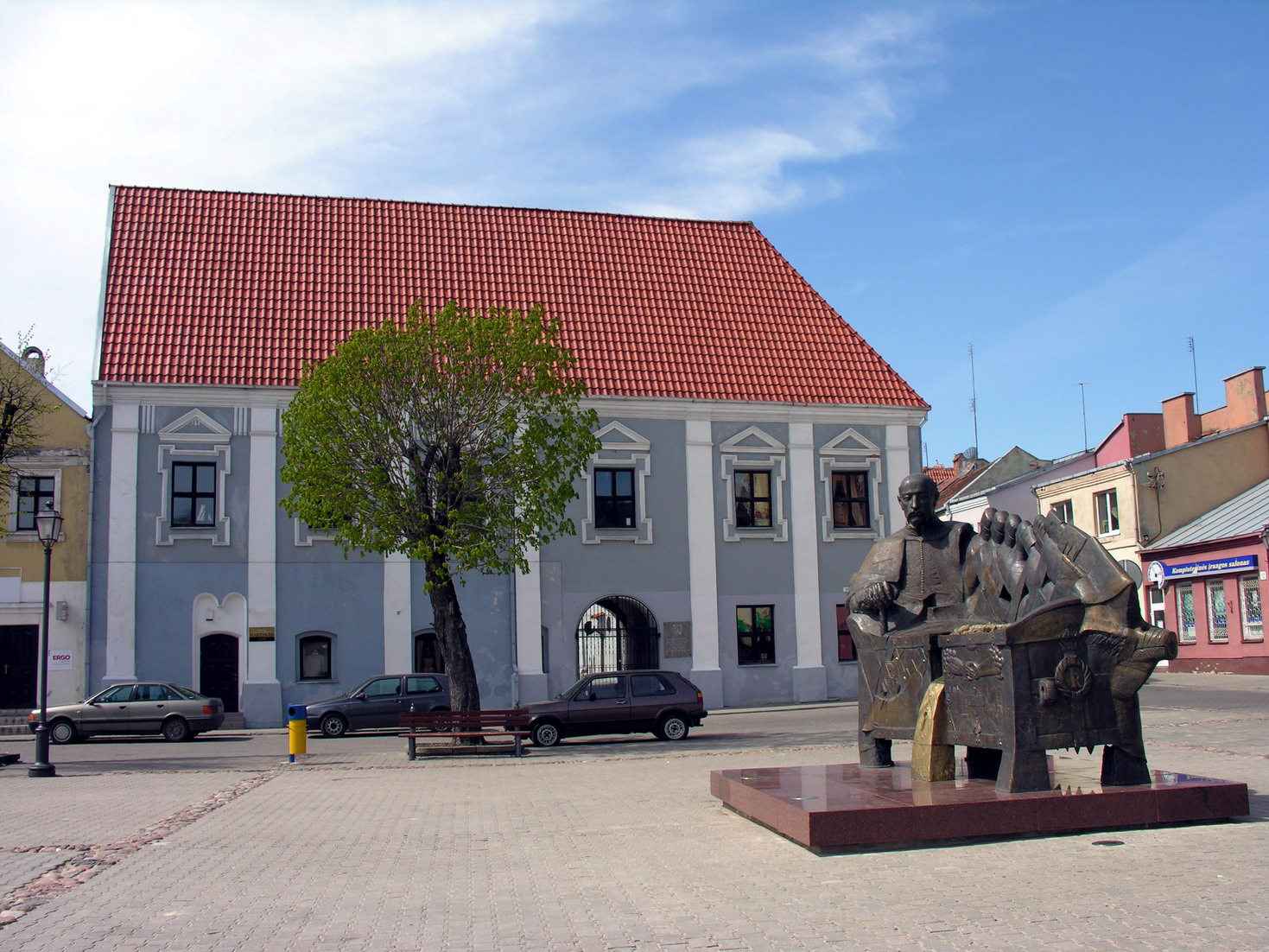

Kėdainiai là một trong những thành phố cổ nhất Litva, nằm bên sông Nevėžis, được đề cập lần đầu năm 1372. Thành phố thuộc hạt Kaunas. Thành phố Kėdainiai được thành lập năm 1590. Theo điều tra dân số năm 2001 của Cục thống kê thuộc Chính phủ Cộng hòa Litva, thành phố có dân số 31.055 người, đây là thành phố đông dân thứ 11 của Litva.
Thành phố là trung tâm hành chính của đô thị Kėdainiai.